# Stelis violacea
Stelis violacea är en orkidéart som beskrevs av Leslie Andrew Garay. Stelis violacea ingår i släktet Stelis och familjen orkidéer. Inga underarter finns listade i Catalogue of Life.